# باسكال الأول

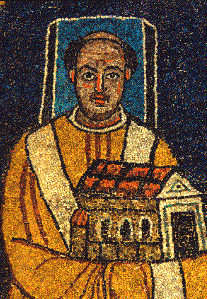
البابا باسكال الأول

البابا القديس باسكال الأول أو باسكاليس الأول (باللاتينية: Paschalis I) ـ تعمد باسم باسكالي ماسيمي (Pascale Massimi)، هو بابا الكنيسة الكاثوليكية من 25 يناير 817 حتى وفاته في 11 فبراير 824.
كان باسكاليس من أبناء روما، وكان أبوه يسمى بونوسوس. تولى البابوية خلفًا للبابا ستيفان الرابع، بعد مرور أقل من يوم واحد على وفاة الأخير.
يحتفل بعيده منذ سنة 1963 في 11 فبراير من كل عام، وكان عيده قبل ذلك يوافق الرابع عشر من مايو.